# Leopold Gmelin
Pour les articles homonymes, voir Gmelin.
Leopold Gmelin, né le 2 août 1788 et mort le 13 avril 1853, est un chimiste allemand.

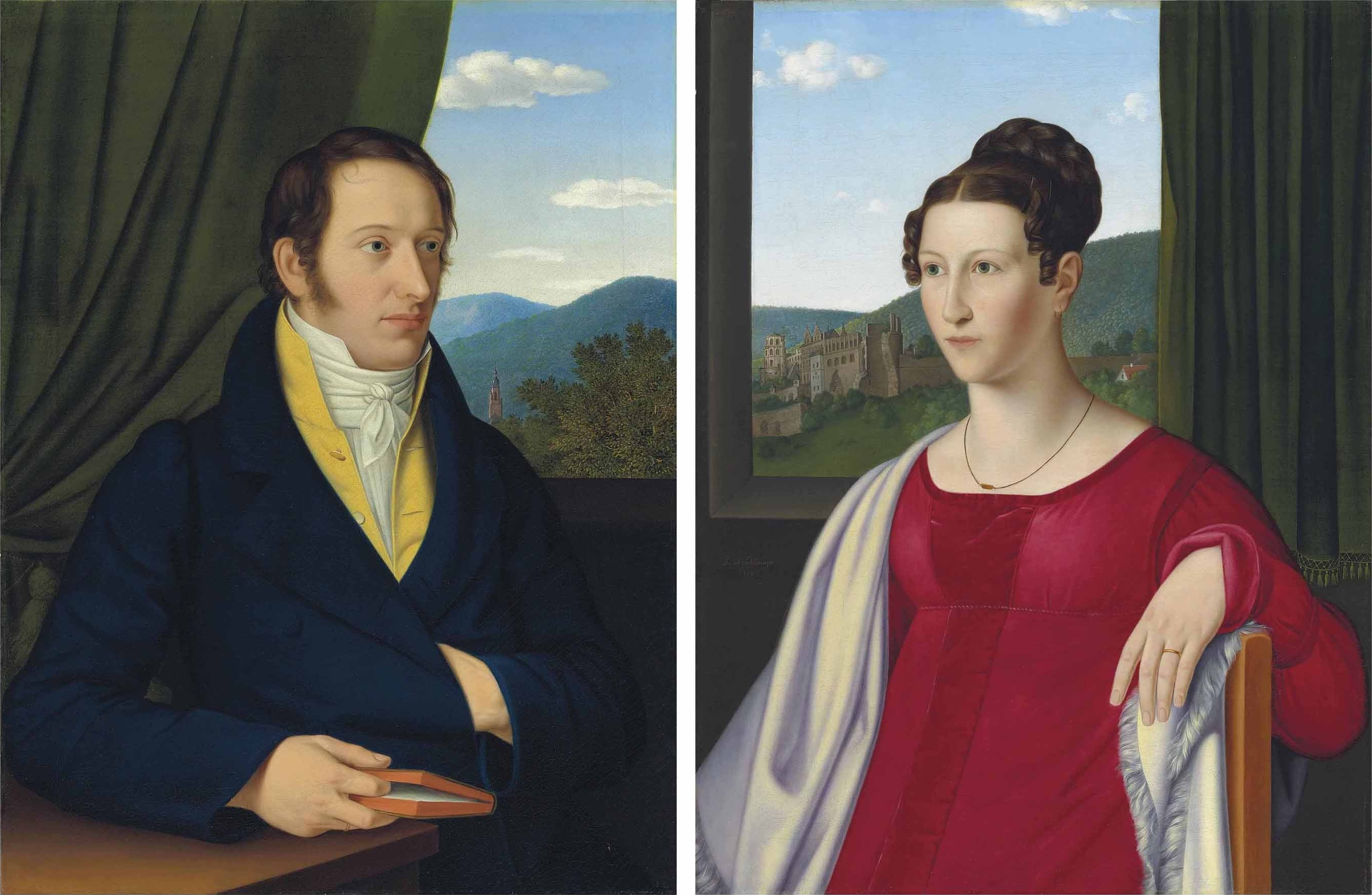
Gmelin et son épouse par Schlesinger, 1820

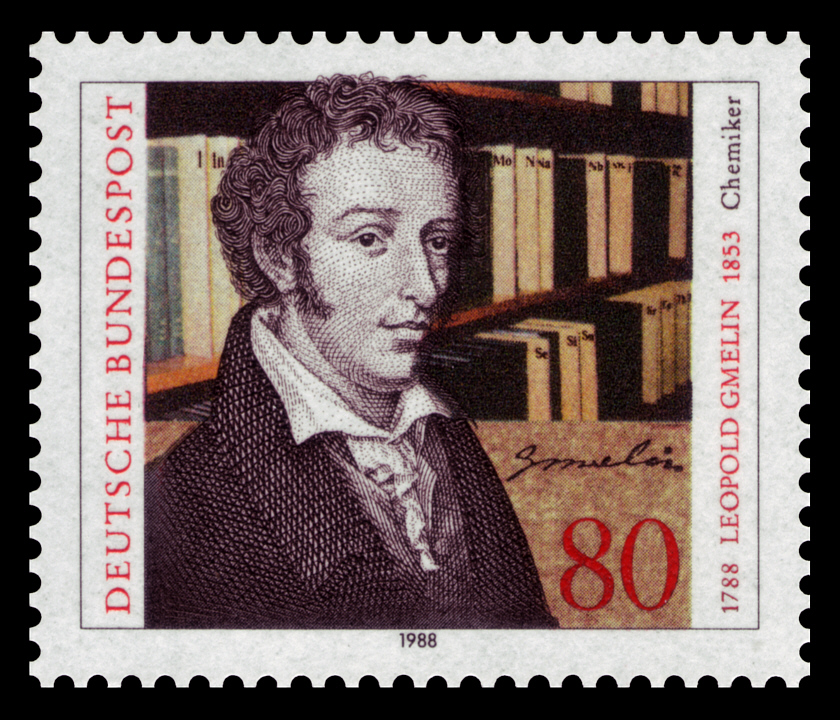
Timbre postal allemand avec Gmelin

## Biographie
Gmelin est le fils de Johann Friedrich Gmelin (1748-1804), naturaliste et chimiste. Il étudie la médecine et la chimie à Göttingen, Tübingen et Vienne. En 1813, il devient professeur-assistant de chimie à l'université de Heidelberg, en 1814 professeur-extraordinaire et en 1817 professeur-ordinaire de chimie et de médecine. Il a découvert la taurine en 1827 et nommé l'ester. Il prend sa retraite en 1852.

## Principaux travaux
Il découvre le ferrocyanure de potassium (1822), l'acide croconique (1825) et introduit les termes « ester » et « ketone » (cétone).
Il écrit un Handbuch der anorganischen Chemie qui sera un ouvrage de référence pendant toute la première moitié du XIXe siècle. La première édition publiée entre 1817 et 1819 contient trois volumes, et l'ouvrage en contiendra neuf lors de sa quatrième édition publiée entre 1843 et 1855. 
En 1822, le peintre Jakob Roux (de) a fait le portrait de Leopold Gmelin. A l'Institut Gmelin, il existe aussi un buste de Leopold Gmelin du sculpteur Rudolf Daudert.